# Maurice Boeckx
Maurice Alfons Boeckx (Engsbergen, 18 februari 1936 – Diest, 23 april 2011) was een Belgische wielrenner die in de jaren vijftig deelnam aan weg- en baanraces.

## Carrière
Boeckx deed als amateur mee aan de wielersport. Zijn meest succesvolle jaar was 1955, toen hij als lid van de Belgische nationale ploeg deelnam aan de drielandenkoers Vredeskoers. Hij won de eerste etappe, stond na de zesde etappe weer op het podium met een tweede plaats, maar viel toen uit de race. Hij was het wielerseizoen 1955 begonnen met het winnen van de Belgische eendagswedstrijd van Brussel - Tielt. In datzelfde jaar nam Boeckx ook deel aan de Ronde van België, waar hij ook een etappe won, maar niet tot de top-20 in het eindklassement behoorde.
In 1957 verlegde Boeckx zijn activiteiten naar het baanwielrennen. Op de Belgische baankampioenschappen behaalde hij de derde plaats in de achtervolging. Bij het Leipzig Europe Criterion behaalde hij met het Belgische viertal de derde plaats in de ploegenachtervolging. Boeckx nam in 1958 afscheid van het wielrennen door het winnen van het 100km wegcriterium in het Belgische Kessel-Lo.
Na zijn wielercarrière werd Boeckx zelfstandige in zijn woonplaats Zichem. Later werd hij er ook schepen van openbare werken voor de PVV. Na de gemeentefusie van 1977 vervulde hij dezelfde functie in de nieuw-samengestelde gemeente Scherpenheuvel-Zichem.